# Dedringer
Dedringer est un groupe britannique de heavy metal, originaire de Leeds, en Angleterre, actif entre 1977 et 1985.

## Histoire
Le groupe, qui s'appelait à l'origine Deadringer, est formé fin 1977 comme cover band à Leeds par Johnny « JJ » Hoyle, Neil Hudson, Al Scott, Lee Flaxington et Kenny Jones. Le groupe se constitue un noyau de fans au cours de l'année 1978 et attire l'attention de Virgin Records par l'intermédiaire de son représentant, qui décide de gérer le groupe lorsque Virgin n'a pas réussi à le faire signer. En 1980, ils signent sur le label pop et Nouveaux Romantiques Dindisc et sortent leur premier single, Sunday Drivers, en janvier ; le groupe tourne au Royaume-Uni avec des groupes comme Praying Mantis, Gillan, Triumph et le Michael Schenker Group,.
En février 1981 sort le premier album de Dedringer, Direct Line. Eduardo Rivadavia d'AllMusic décrit l'album comme un « hard set assez inoffensif », et Martin Popoff, donnant 6/10 à l'album, le résume comme « un mémorial au pub rock non menaçant, absorbant toutes les affectations non accomplies de ceux qui ont traversé les petites étapes avant eux ». L'album se vend cependant suffisamment pour que le groupe obtienne un concert au Friday Rock Show, mais après la sortie de l'EP Maxine en avril 1981, des conflits entre le groupe et son label discographique, et un grave accident de voiture subi par Hudson et Scott, conduisent le groupe à mettre un terme à sa carrière.
Hudson, Scott et Jones reforment le groupe en 1982, avec les nouveaux membres Neil Garfitt (chant) et Chris Graham (guitare basse). Ils signent chez Neat Records et sortent leur nouveau single, Hot Lady (en novembre 1982) et leur deuxième album, Second Arising (en janvier 1983). Le nouveau style est comparé à la new wave of British heavy metal Fist et Tygers of Pan Tang,, ainsi qu'à des groupes plus anciens comme AC/DC, Quiet Riot, Dokken, et Status Quo, mais après un dernier remaniement de la formation, l'intérêt décroissant des fans conduit Dedringer à se séparer en 1985. 

## Discographie
- 1980 : Sunday Drivers / We Don't Mind (single, Dindisc)
- 1981 : Direct Line / She's Not Ready (single, Dindisc)
- 1981 : Direct Line (album, Dindisc)
- 1981 : Maxine (EP, Dindisc)
- 1982 : Hot Lady  (vinyle, Neat)
- 1982 : Second Arising (album, Neat)